# Treberhilfe Berlin

Logo der Treberhilfe Berlin (2004)

Die Treberhilfe Berlin war ein 1988 gegründetes deutsches Sozialunternehmen mit Sitz in Berlin. Sie hatte in ihrem ertragreichsten Geschäftsjahr 2009 ca. 280 Mitarbeiter und machte einen Umsatz von mehr als 12 Millionen Euro. Der Name ist eine Ableitung des Begriffs des Trebegängers und weist auf die Zielgruppe des Unternehmens hin. 2011 meldete die Treberhilfe mit Verbindlichkeiten von mehr als 4,5 Millionen Euro Insolvenz an.

## Geschichte
1988 schlossen sich der Verein der Aktiven Hilfe e. V. und der Verein zur Beratung und Unterstützung obdachloser junger Menschen e. V. zur Treberhilfe Berlin e. V. mit Sitz in Berlin-Schöneberg zusammen. Der Verein arbeitete zunächst nur mit ehrenamtlichen Mitarbeitern und ABM-Kräften. Im Jahre 1991 hatte er 25 hauptamtliche Mitarbeiter, schon wenige Jahre später hatte er über 100.
Im Oktober 2005 wurde eine Gemeinnützige GmbH gegründet, die zu gleichen Teilen dem Verein Treberhilfe e. V. und dem umstrittenen Geschäftsführer Hans-Harald Ehlert gehörte.
Die Unternehmensberater der Treberhilfe gGmbH Kienbaum Consultants International stellten im Februar 2010 ihre Auftraggeber als ein gelungenes Beispiel für die Erwirtschaftung von „Social Profit“ vor. Die Treberhilfe Berlin sei dabei das erste Unternehmen in Deutschland gewesen, welches diese Kennziffer ermitteln ließ. Zum Konzept „Social Profit“ veranstaltete die Treberhilfe am 12. Februar 2010 in Berlin-Schöneberg eine Fachtagung. Das Konzept war sehr umstritten.
Am 30. November 2011 wurde das operative Geschäft der Treberhilfe vom evangelischen Diakonieverein Berlin-Zehlendorf für 0 Euro übernommen und in die GmbH Neue Treberhilfe überführt. Die Immobilien der Treberhilfe GmbH gingen in die Insolvenzmasse ein. Das Insolvenzverfahren über das Vermögen der Treberhilfe wurde am 1. Dezember 2011 eröffnet. Bei der Schlussverteilung 2019 standen dabei 770.000,00 Euro aus verwertetem Vermögen den angemeldeten und vom Insolvenzverwalter bestätigten Schulden von fast 7 Millionen Euro gegenüber.

## Kontroverse um die Geschäftspraktiken der Treberhilfe

### Der Maserati, die Dienstvilla und Ehlerts Bezüge
Im Juni 2009 geriet der Dienstwagen des damaligen Geschäftsführers Hans-Harald Ehlert in Mecklenburg-Vorpommern mit überhöhter Geschwindigkeit in eine Radarkontrolle. Da der Fahrer nicht festgestellt werden konnte, erhielt die Treberhilfe eine Fahrtenbuch-Auflage. Weil Ehlert vor dem Berliner Verwaltungsgericht dagegen klagte, wurde in der Öffentlichkeit wahrgenommen, dass es sich bei dem Dienstwagen um einen Maserati handelte, für den ein Fahrer in Vollzeit auf Kosten des Unternehmens beschäftigt wurde. Bekannt war dies bereits seit einem Artikel im Berliner Tagesspiegel von 2008. Erst nach der Fahrtenbuch-Klage begann eine öffentliche Diskussion über die Frage, welche Fahrzeug-Preisklasse(n) für Sozialunternehmen angemessen sind. Ehlert verteidigte zunächst seinen Dienstwagen und Fahrer als „angemessen“. Als der öffentliche Druck zu groß wurde, gab er bekannt, der Maserati sei nun nicht mehr sein Dienstwagen, sondern werde als „Sozial-Maserati“ Touristen durchs „Soziale Berlin“ fahren. Später wurde von der Treberhilfe bekanntgegeben, der Maserati stehe zum Verkauf.
Gleichzeitig wurde bekannt, dass Ehlert ein Jahresgehalt von 365.000 EUR bezog und eine von der gGmbH erworbene Villa am Templiner See für eine unter dem Marktpreis liegende Miete privat bewohnte. Eine zweite unsanierte Villa am nahegelegenen Schwielowsee befand sich ebenfalls im Besitz der gGmbH.

### Weitere dubiose Geschäftspraktiken
Zudem vergab Ehlert auf Rechnung der Treberhilfe lukrative Aufträge für die Erstellung von Software und Wartung von Systemen an die K&L Systemhaus GmbH, an der er ebenfalls beteiligt und deren Geschäftsführer er zeitweise war. Es besteht außerdem der Verdacht, dass Gelder unrechtmäßig aus dem Unternehmen entnommen und für private Zwecke benutzt wurden. Die von dem Unternehmen erwirtschafteten Überschüsse seien ins Stammkapital geflossen und somit jetzt zur Hälfte nominell im Privateigentum von Ehlert. Außerdem stellte sich heraus, dass durch den Geschäftsführer aktiv die Wahl eines Betriebsrates verhindert wurde. Später konnte trotz rechtlicher Gegenwehr der Geschäftsführung ein Betriebsrat gewählt werden, der aber weiterhin von der Unternehmensleitung boykottiert wurde.

### Gewinnerzielung
Möglich wurden die Überschüsse der Treberhilfe und damit das luxuriöse Leben ihres Geschäftsführers durch eine Überbelegung der Einrichtungen. Außerdem zahlte sie den Mitarbeitern untertarifliches Gehalt. Dem wurde von Seiten der Treberhilfe widersprochen. Der Träger gewährte den Angestellten den gesetzlichen Mindesturlaub von 20 Tagen, was durchschnittlich (je nach Alter des Mitarbeiters) 9 Tage weniger als der tariflich festgelegte Jahresurlaub waren.
Ehlert hielt in Form von zwei von ihm beauftragten Gutachten gegen die öffentliche Kritik, dass sein monatliches Gehalt als Geschäftsführer der Treberhilfe Berlin und auch die Miete für einen Teil der von ihm bewohnten Seevilla angemessen gewesen seien.
Ehlert trat im März 2010 offiziell als Geschäftsführer ab. Ihm folgten fünf weitere Geschäftsführer, die immer wieder vom Aufsichtsrat abgesetzt wurden. Presse und Mitarbeiterschaft der Treberhilfe nahmen dies immer wieder zum Anlass der Vermutung, dass Ehlert inoffiziell weiterhin die Geschäfte der Treberhilfe führte. Diese Vermutung bestätigte sich später.

### Konsequenzen für die Treberhilfe
Auf Anzeige der Berliner Sozialsenatorin Carola Bluhm (Linke) wurden am 29. April 2010 Büros der Treberhilfe von der Berliner Staatsanwaltschaft und der Steuerfahndung wegen des Verdachts von Steuerstraftaten durchsucht.
Die Treberhilfe wurde aus den Dachverbänden Paritätischer Wohlfahrtsverband und Diakonisches Werk ausgeschlossen. Das Diakonische Werk musste daraufhin in erster Instanz hinnehmen, dass ein angerufenes Gericht diese Maßnahme wegen einiger Verfahrensfehler im Ausschlussprozess der Diakonie kassierte. Von 2010 bis 2011 war der Berliner Unternehmer Gideon Joffe Vorsitzender des Sozialunternehmens Treberhilfe Berlin.
Der Treberhilfe wurde aufgrund des Geschäftsgebarens von Ehlert die Gemeinnützigkeit durch das Finanzamt Berlin aberkannt.
Ab Dezember 2010 wurden die Vorgänge in der Treberhilfe von einer Untersuchungskommission der Senatsverwaltung für Soziales untersucht. Aufgrund der Ergebnisse dieser Untersuchung wurden der Treberhilfe im Mai 2011 sämtliche Verträge für das Betreute Wohnen gekündigt, mit denen die Treberhilfe im Jahr 2010 mehr als 5 Mio. Euro erwirtschaftet hatte.
Zuletzt geriet das Unternehmen in die Kritik, weil es von den Jobcentern für die Klienten gezahlte Mieten nicht an die Vermieter weiterleitete. Diesen Klienten wurde vielfach die Zwangsräumung angedroht und sie mussten ihre Wohnungen verlassen.
Am 16. November 2011 meldete die Treberhilfe mit Verbindlichkeiten von mehr als 4,5 Millionen Euro Insolvenz an. Zu diesem Zeitpunkt hatte die Treberhilfe nur noch etwa 100 Mitarbeiter, die seit drei Monaten kein Gehalt mehr ausbezahlt bekommen hatten. Gleichzeitig wurde durch den Insolvenzverwalter bekannt, dass Harald Ehlert auch nach seinem angeblichen vollständigen Rückzug aus der Treberhilfe bis zur Insolvenz sein Geschäftsführergehalt von 365.000 Euro pro Jahr weiterbezog und kurz vor der Insolvenz die Villa am Schwielowsee weit unter Wert von der Treberhilfe gekauft hatte.
Später versuchte Ehlert erfolglos, sich als Mitarbeiter bei der Neuen Treberhilfe einzuklagen.

### Urteile gegen Hans-Harald Ehlert
Im Juli 2014 wurde Ehlert wegen Steuerhinterziehung zu einem Jahr Haft auf Bewährung und einer Geldstrafe verurteilt. Im Februar 2015 folgte eine Strafe von 32 000 Euro wegen Insolvenzverschleppung und Nichtzahlung von Sozialabgaben für Beschäftigte in Höhe von knapp 147 000 Euro.

## Unternehmensstruktur
Die Treberhilfe war in drei Geschäftsbereiche gegliedert:
- Die Wohnprojekte boten schwerpunktmäßig betreute Einzelwohnformen für Menschen in Krisensituationen an.
- Die ambulanten Dienste waren auf die Ausführung von Jugendhilfen ausgerichtet.
- Die Krisendienste arbeiteten in akuten Fällen von Obdachlosigkeit.